# Glyphidocera septentrionella
Glyphidocera septentrionella is een vlinder uit de familie van de dominomotten (Autostichidae). De wetenschappelijke naam van de soort is voor het eerst geldig gepubliceerd in 1904 door Busck.

## Synoniemen
- Glyphidocera isonephes Meyrick, 1929
- Glyphidocera speratella Busck, 1908